# Le Festin de l'araignée
Le Festin de l'araignée opus 17 est un ballet-pantomime d'Albert Roussel, sur un argument de Gilbert de Voisins et une chorégraphie de Léo Staats.
Commandé par le Théâtre des Arts en 1912, il s'inspire des Souvenirs entomologiques de Jean-Henri Fabre. Plutôt symboliste (Maurice Maeterlinck s'était aussi passionné pour la vie des insectes), le ballet se concentre sur l'arrivée des insectes servant de repas à la fameuse araignée. Il est créé le 3 avril 1913 à Paris.
La suite pour orchestre, extraite du ballet, est l'une des œuvres les plus jouées de Roussel.

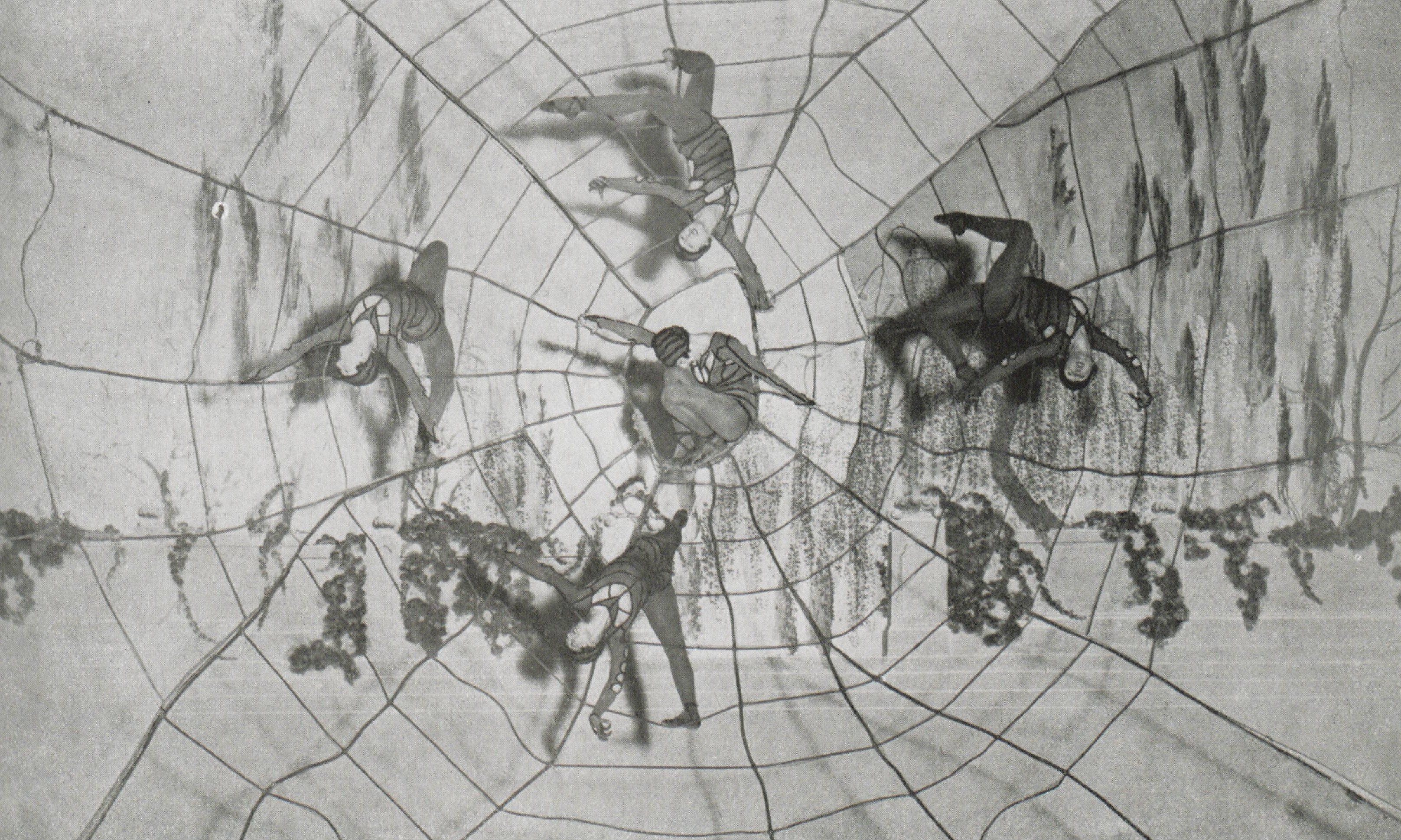
Mado Minty dans Le Festin de l'araignée à l'Opéra-Comique en 1927

## Fragments symphoniques
1. Prélude
2. Entrée des fourmis
3. Danse du papillon
4. Éclosion de l'éphémère
5. Danse de l'éphémère
6. Funérailles de l'éphémère
7. La nuit tombe sur le jardin solitaire

## Discographie

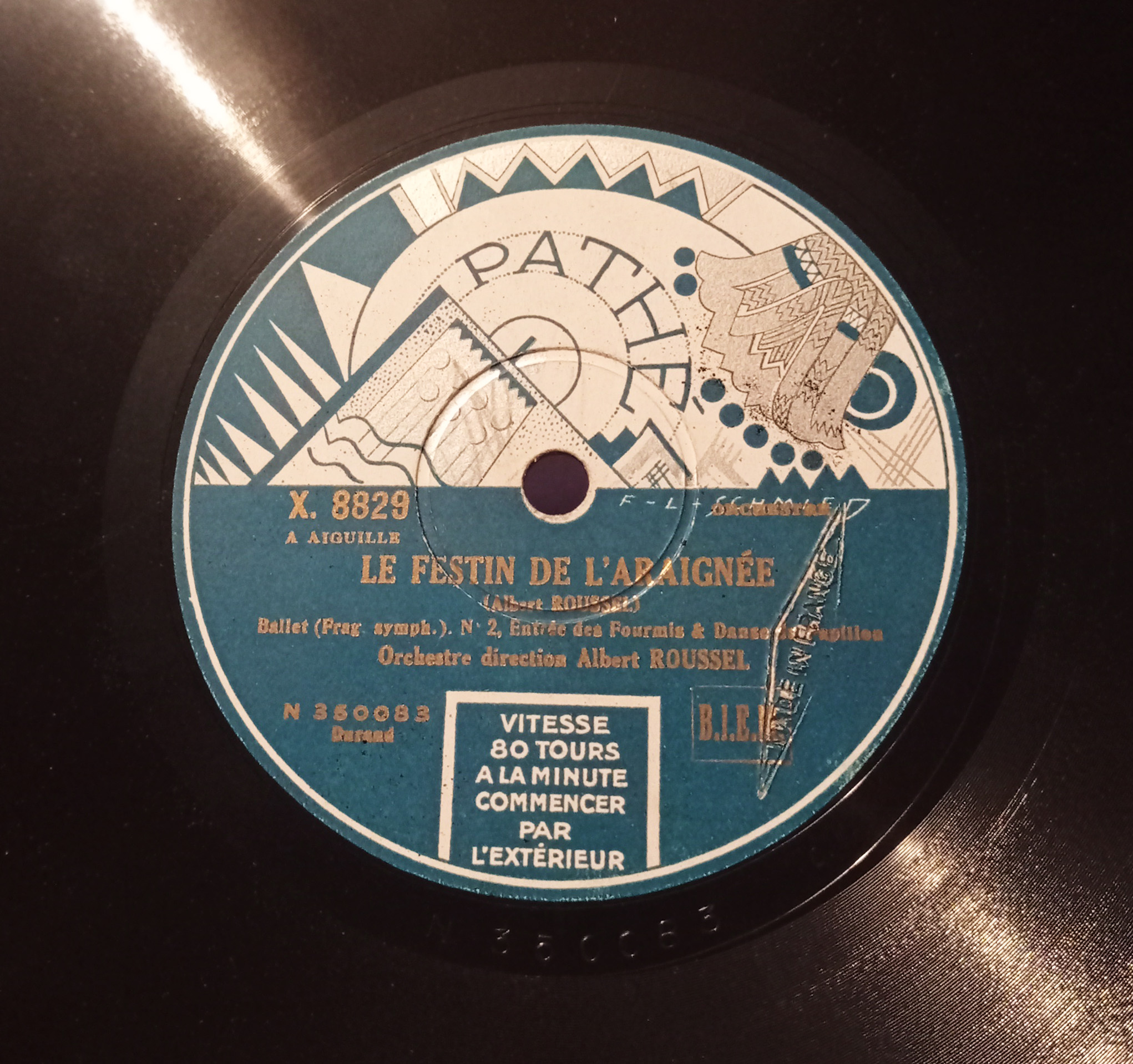
Enregistrement de 1929 en 80 tours dirigé par l’auteur.

- Orchestre dirigé par Albert Roussel (enregistrement de 1929, à Paris, disque 80 tours Pathé, numéro X 8829-31, réédité par EMI Classics série Composers in Person CDC 7 54840 2, édition 1993)
- L'Orchestre national de l'ORTF dirigé par Jean Martinon (Erato).
- L'Orchestre national de France dirigé par Georges Prêtre en 1984 (EMI), fragments symphoniques.
- L'Orchestre philharmonique de Brno dirigé par Václav Neumann (Supraphon).
- L'Orchestre philharmonique tchèque dirigé par Zdeněk Košler (Supraphon).
- L'Orchestre symphonique de Québec dirigé par Pascal Verrot (Analekta).
- L'Orchestre philharmonique de la BBC dirigé par Yan Pascal Tortelier (Chandos), ballet intégral.